# Cullenia exarillata
Cullenia exarillata är en malvaväxtart som beskrevs av André Georges Marie Walter Albert Robyns. Cullenia exarillata ingår i släktet Cullenia och familjen malvaväxter. Inga underarter finns listade i Catalogue of Life.